# Morane-Saulnier MS.317
Il Morane-Saulnier MS.317 è un monomotore da addestramento e da traino alianti con ala posizionata alta a parasole realizzato dall'azienda francese Morane-Saulnier negli anni sessanta come conversione del precedente MS.315.
Data la conversione recente, diversi sono gli esemplari ancora in condizioni di volo.

## Storia del progetto
Nei primi anni sessanta circa 40 esemplari di MS.315 ancora in condizioni di volo ma con l'apparato motoelica oramai alla fine della carriera operativa, vennero fatti oggetto di un progetto di ricondizionamento ed equipaggiato, in luogo del precedente Salmson 9Nc, con una nuova motorizzazione di produzione statunitense, il radiale Continental W-670 disponibile come surplus di materiale militare, in grado di erogare una potenza pari a 220 hp (164 kW).

## Tecnica

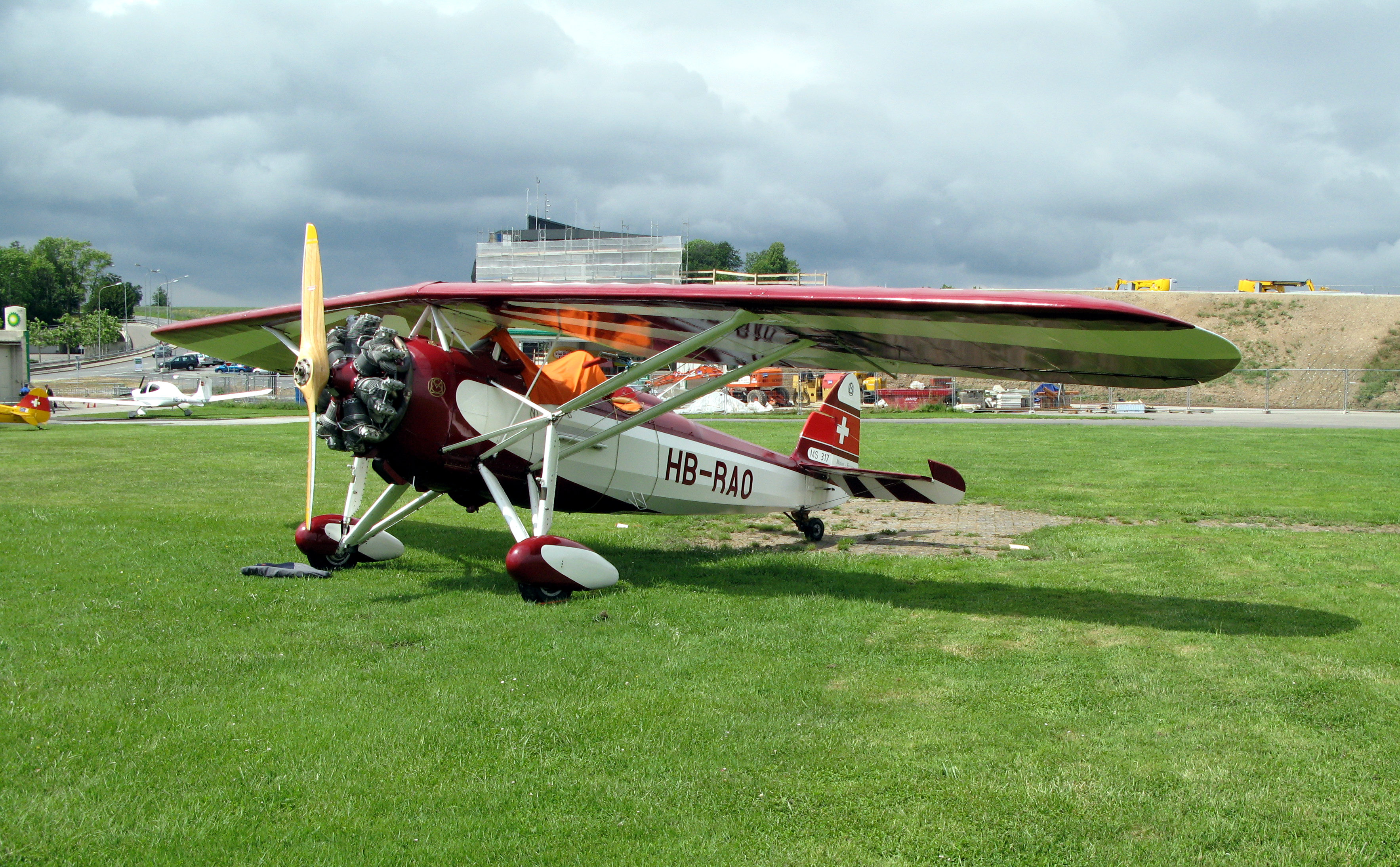
Un MS.317 svizzero.

L'MS.317 conservava l'impostazione classica dei pari ruolo precedentemente prodotti dalla Morane-Saulnier, monomotore monoplano biposto con ala alta a parasole e carrello fisso.
La fusoliera era realizzata in tecnica mista, con struttura in tubi d'acciaio saldato ricoperta in tela tranne che nella parte anteriore completamente metallica, ed era caratterizzata da due abitacoli aperti posti in tandem, l'anteriore per l'allievo pilota ed il posteriore per l'istruttore, protetti da una coppia di parabrezza. Posteriormente terminava in un impennaggio classico monoderiva con piani orizzontali a sbalzo. All'apice posteriore era collocato l'attacco per il gancio di traino.
La configurazione alare era monoplana, con l'ala posizionata alta a parasole sopra la fusoliera e collegata alla stessa da un castello tubolare centrale e da una coppia di diagonali integrata da altri elementi di rinforzo e di tiranti in filo d'acciaio.
Il carrello d'atterraggio era fisso, semplice ed ammortizzato, provvisto di carenatura integrale per le ruote che poteva essere rimossa per operare su terreni fangosi, integrato posteriormente da un ruotino d'appoggio collocato sotto la coda.
La propulsione era affidata ad un motore Continental W-670, un radiale a 7 cilindri posti su un'unica stella e raffreddato ad aria, in grado di erogare una potenza pari a 220 hp (164 kW) ed abbinato ad un'elica bipala.

## Impiego operativo
Gli MS.317 vennero utilizzato come addestratori e traino alianti in numerosi aeroclub in territorio francese. Ultimamente, data la somiglianza con il modello suo progenitore, alcuni di questo sono utilizzati negli airshow dipinti con livree militari.